# Disiliciuro de molibdeno
El disiliciuro de molibdeno (MoSi2), o siliciuro de molibdeno, es un compuesto intermetálico. Se trata de una cerámica refractaria con uso principal en elementos de calentamiento. Tiene densidad moderada, punto de fusión 2.030 °C, y es conductor de la electricidad. 

## Características
A altas temperaturas, forma una capa de pasivación de dióxido de silicio que lo protege de la oxidación adicional. Es un material de aspecto gris metálico con estructura de cristal tetragonal (alfa-modificación); su beta-modificación es hexagonal y inestable.  Es insoluble en la mayoría de los ácidos, pero soluble en ácido nítrico y ácido fluorhídrico.
Mientras MoSi2 tiene una excelente resistencia a la oxidación, es quebradizo a temperaturas más bajas. Además, por encima de 1200 °C, pierde resistencia a la fluencia. Estas propiedades limitan su uso como un material estructural, pero pueden ser compensados mediante su uso junto con otros materiales.

## Preparación
El disiliciuro de molibdeno y los materiales basados en MoSi2 se preparan generalmente por sinterización. La pulverización de plasma puede ser usada para la producción de sus densas formas monolíticas y compuestas. El material producido de esta manera puede contener una proporción de β-MoSi2 debido a su rápido enfriamiento.

## Elementos calefactores
Los elementos calefactores de disiliciuro de molibdeno se pueden utilizar para temperaturas de hasta 1800 °C, en hornos eléctricos utilizados en laboratorios y entornos de producción en la producción de vidrio, acero, electrónica, cerámica y en el tratamiento térmico de materiales. Si bien los elementos son frágiles, pueden funcionar a alta potencia sin envejecer y su resistividad eléctrica no aumenta con el tiempo de funcionamiento. Su temperatura máxima de funcionamiento debe reducirse en atmósferas con bajo contenido de oxígeno debido a la rotura de la capa de pasivación.